# 区内観測所
区内観測所（くないかんそくじょ）とは、気象庁がアメダス設置以前に観測業務を委託していた気象観測所のことである。管内観測所とも呼ばれ、その地域の気象官署を含めた総称としても用いられた。
現在のアメダスよりも高密度に配置されており、観測業務は役所や個人などに委託されていた。1日1回午前9時（1952年までは午前10時）に、最高気温・最低気温・降水量・積雪量などを観測した。
観測所の設立や廃止の年がまちまちで移転も多く、地点ごとに統計期間が大きく異なるのが特徴である。区内観測所の資料は地域の気象台等に保管されているが、その観測原簿の一部は気象業務支援センターによりCD-ROMに収録され、一般にも提供されている。